# Buguias
Buguias è una municipalità di quarta classe delle Filippine, situata nella Provincia di Benguet, nella Regione Amministrativa Cordillera.
Buguias è formata da 14 baranggay:
- Abatan
- Amgaleyguey
- Amlimay
- Baculongan Norte
- Baculongan Sur
- Bangao
- Buyacaoan
- Calamagan
- Catlubong
- Lengaoan
- Loo
- Natubleng
- Poblacion (Central)
- Sebang